# 케일리 그래프
군론과 그래프 이론에서 케일리 그래프(영어: Cayley graph)는 군의 구조를 반영하는 그래프이다.

## 정의
군 {\displaystyle G} 및 부분집합 {\displaystyle S\subset G}가 주어졌다고 하자. 케일리 그래프 {\displaystyle \Gamma (G,S)}는 다음과 같은 그래프이다.
- {\displaystyle G}의 원소를 꼭짓점으로 갖는다. 즉 {\displaystyle V(\Gamma (G,S))=G}.
- 각각의 원소 {\displaystyle h\subset G}와 {\displaystyle s\subset S}에 대하여, {\displaystyle h}와 {\displaystyle sh}를 연결하는 변을 갖는다. 즉 {\displaystyle (g,h)\in E(\Gamma (G,S))\iff gh^{-1}\in S}.

{\displaystyle S}가 {\displaystyle G}의 생성집합일 때, {\displaystyle \Gamma (G,S)}는 연결그래프가 되고, 그렇지 않을 때 비연결 그래프가 된다. 
{\displaystyle S^{-1}=S} 및 {\displaystyle 1\not \in S}라고 할 때, 케일리 그래프는 {\displaystyle |S|/2}색의 자연스러운 변 색칠을 갖는다. 색의 집합은 {\displaystyle S/(x\sim x^{-1}\;\forall x\in G)}이며, 변 {\displaystyle gh\in E(\Gamma (G,S))}의 색은
{\displaystyle \{gh^{-1},hg^{-1}\}\in S/(x\sim x^{-1}\;\forall x\in G)}
이다. 또한, 케일리 그래프는 {\displaystyle G}의 자연스러운 작용을 가지며, 이는 그래프의 자기동형사상이다.

## 성질
자비두시 정리(영어: Sabidussi theorem)에 따르면, 그래프 {\displaystyle \Gamma }에 대하여, 다음 두 조건이 서로 동치이다.
- {\displaystyle \Gamma \cong \Gamma (G,S)}인 {\displaystyle S\subset G}가 존재한다.
- {\displaystyle \Gamma } 위에는 {\displaystyle G}의 정추이적 작용이 존재하며, 이 작용은 {\displaystyle \Gamma }의 그래프 자기동형사상이다.

이는 오스트리아의 수학자 게르트 자비두시(독일어: Gert Sabidussi)가 증명하였다.
케일리 그래프 {\displaystyle \Gamma (G,S)}는 {\displaystyle |S|}-정규 그래프이다.
군 {\displaystyle G} 및 {\displaystyle 1\not \in S=S^{-1}\subset G}에 대하여, 다음이 서로 동치이다.
- {\displaystyle \Gamma (G,S)}는 국소 유한 그래프이다. (즉, 모든 꼭짓점의 차수가 유한하다.)
- {\displaystyle S}는 유한 집합이다.

군 {\displaystyle G} 및 {\displaystyle 1\not \in S=S^{-1}\subset G}에 대하여, 다음이 서로 동치이다.
- {\displaystyle \Gamma (G,S)}는 유한 그래프이다. (즉, 꼭짓점의 수가 유한하다.)
- {\displaystyle G}는 유한군이다.

군 {\displaystyle G} 및 {\displaystyle 1\not \in S=S^{-1}\subset G}에 대하여, 다음이 서로 동치이다.
- {\displaystyle \Gamma (G,S)}는 연결 그래프이다.
- {\displaystyle G=\langle S\rangle }이다. 즉, {\displaystyle S}는 {\displaystyle G}의 생성 집합이다.

{\displaystyle \Gamma (G,S)}의 연결 성분의 수는 부분군의 지표 {\displaystyle |G:\langle S\rangle |}이다.

## 예

자유군의 케일리 그래프

무한 순환군 {\displaystyle \mathbb {Z} }의 케일리 그래프 {\displaystyle \Gamma (\mathbb {Z} ,\{\pm 1\})\cong P_{\infty }}는 무한 경로 그래프이다.
순환군의 케일리 그래프 {\displaystyle \Gamma (\mathbb {Z} /n,\{\pm 1\})\cong C_{n}}는 순환 그래프이다.
임의의 곱군 {\displaystyle G\times H}의 케일리 그래프는 각 성분의 케일리 그래프의 데카르트 곱 그래프이다.
{\displaystyle \Gamma (G\times H,S_{G}\times S_{H})\cong \Gamma (G,S_{G})\square \Gamma (H,S_{H})}
자유군 {\displaystyle \langle a,b\rangle }의 케일리 그래프 {\displaystyle \Gamma (\langle a,b\rangle ,\{a,b,a^{-1},b^{-1}\})}는 무한 4차 나무이다. 이 케일리 그래프는 바나흐-타르스키 역설의 증명에 등장한다.

## 역사
아서 케일리가 1878년에 도입하였다. 막스 덴이 1909년에 이를 재발견하였으며, "군 그림"(독일어: Gruppenbild 그루펜빌트[*], 독일어: Gruppe 그루페[*](군) + 독일어: Bild 빌트[*](그림))이라고 이름붙였다.

## 같이 보기
- 대수적 그래프 이론